# Lagraulet-du-Gers
Lagraulet-du-Gers (en occitano, L'Agraulet de Gers) es una comuna francesa situada en el departamento de Gers, en la región de Occitania.

## Demografía
| 575 | 545 | 410 | 427 | 395 | 381 | 562 |
| Para los censos de 1962 a 1999 la población legal corresponde a la población sin duplicidades (Fuente: INSEE [Consultar]) |     |     |     |     |     |     |